# Kylin
Kylin (en chino simplificado, 麒麟) es un sistema operativo desarrollado por académicos en la Universidad Nacional de Defensa Tecnológica en la República Popular China, aprobado para el uso del Ejército de Liberación Popular. Basado en Mach y FreeBSD, otorgándole un nivel extra de seguridad al sistema operativo. Visualmente, es idéntico a Security-Enhanced Linux, Seguridad Mejorada de Linux que fue primeramente desarrollado por la Agencia de Seguridad Nacional de Estados Unidos de América. La primera versión pública de Kylin fue liberada en el 2007.
El sistema Kylin, es una versión del sistema operativo basado en UNIX FreeBSD, es compatible con otras variedades de sistemas operativos y soporta múltiples procesadores y diferentes arquitecturas de computadoras.
Un reporte presentado a la Comisión de Reportes de Economía y Seguridad Chino-Estadounidense (US-China Economic and Security Review Commission) referente a reclamos de que el propósito de Kylin es demostrar el avance sobre la competencia extranjera en el campo de la cyberguerra. Este reporte ha sido duramente criticado como insubstancial. Kylin ha sido periódicamente desarrollado en el Ejército Chino y utilizado en las organizaciones gubernamentales desde 2007.
Desde 2013 Kylin se basa en Linux.[cita requerida]